# Longeville-lès-Metz
Pour les articles homonymes, voir Longeville-lès-Saint-Avold pour la commune du même département et Longeville (homonymie).
Longeville-lès-Metz est une commune française située dans le département de la Moselle en région Grand Est. Ses habitants sont appelés les Longevillois.

## Géographie

### Localisation
Longeville-lès-Metz est une commune située sur la Moselle et contigüe à Metz.

### Communes limitrophes
Les communes limitrophes sont  Le Ban-Saint-Martin, Metz, Montigny-lès-Metz et Scy-Chazelles.

### Géologie et relief
La commune est adossée au mont Saint-Quentin, point culminant de l’agglomération messine.

### Hydrographie

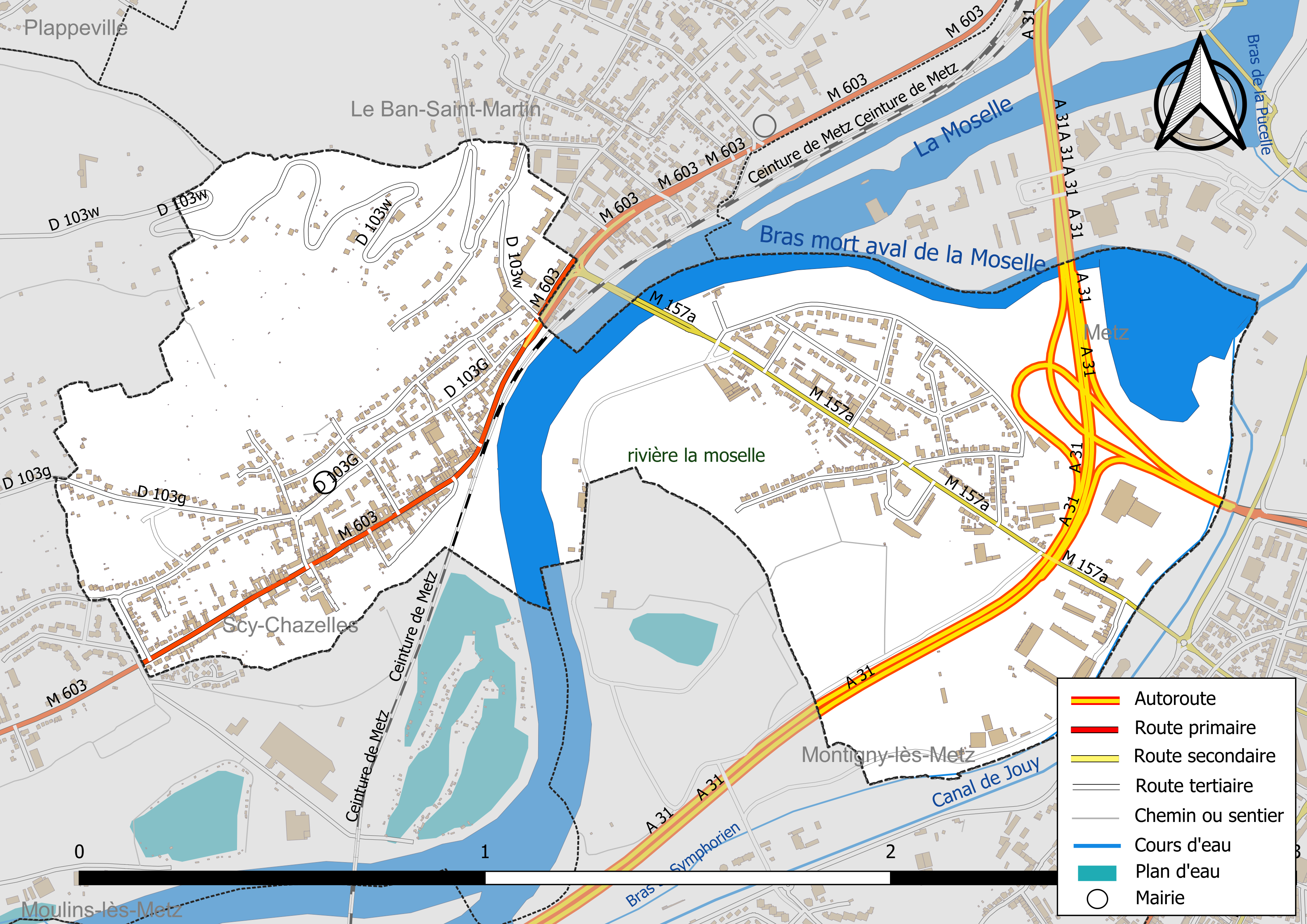
Réseaux hydrographique et routier de Longeville-lès-Metz.

La commune est située dans le bassin versant du Rhin au sein du bassin Rhin-Meuse. Elle est drainée par le bras mort aval de la Moselle, la Moselle, la Moselle canalisée, le bras St Symphorien et le ruisseau des Jesuites.
Le bras mort aval de la Moselle, d'une longueur totale de 5,1 km, prend sa source dans la commune de Metz et se jette  dans la Moselle canalisée à Metz, après avoir traversé trois communes.
La Moselle, d’une longueur totale de 560 kilomètres, dont 315 kilomètres en France, prend sa source dans le massif des Vosges au col de Bussang et se jette dans le Rhin à Coblence en Allemagne.
La Moselle canalisée, d'une longueur totale de 135,2 km, prend sa source dans la commune de Pont-Saint-Vincent et se jette  dans la Moselle à Kœnigsmacker, après avoir traversé 61 communes.

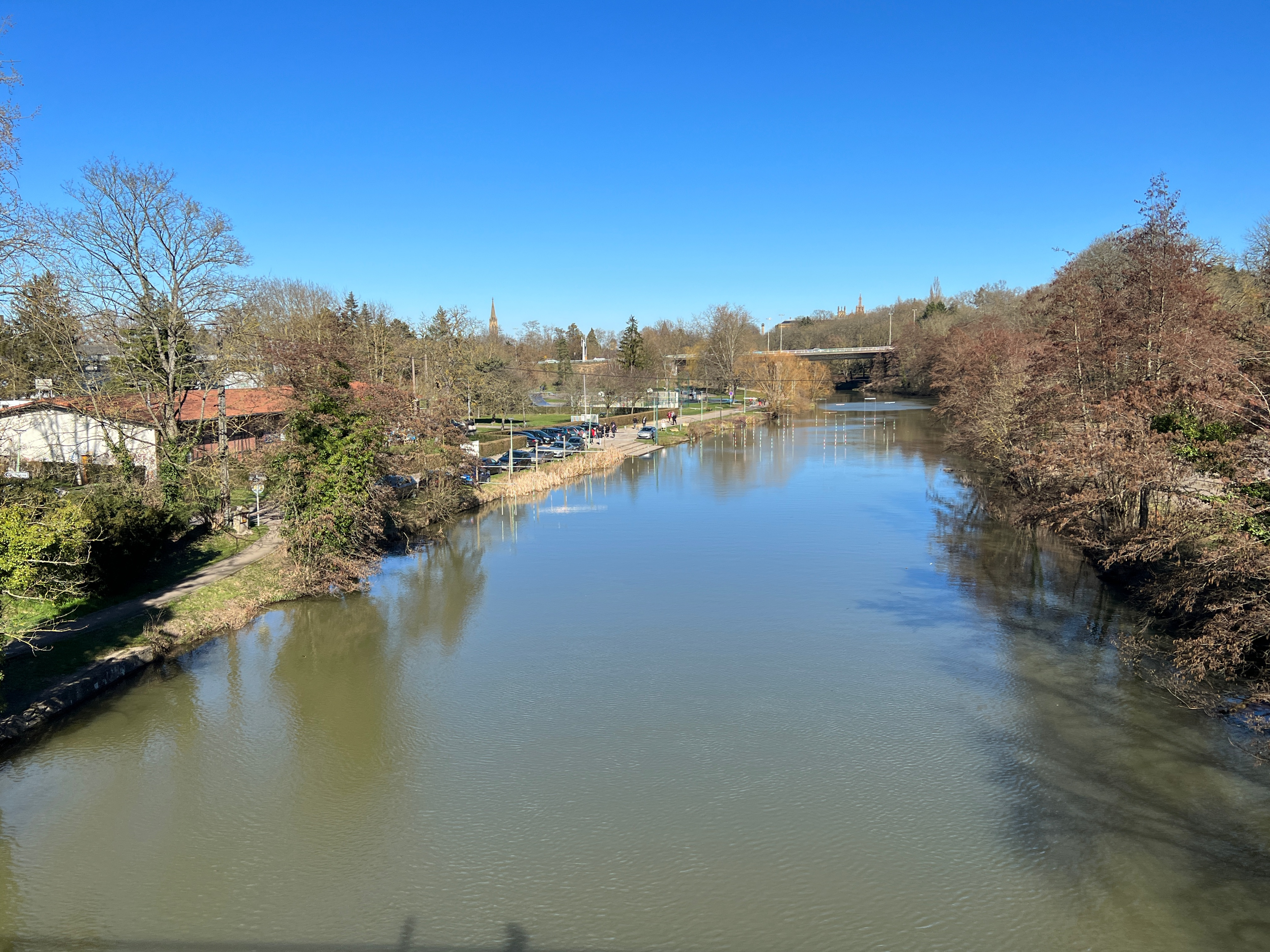
Le bras mort de la Moselle.
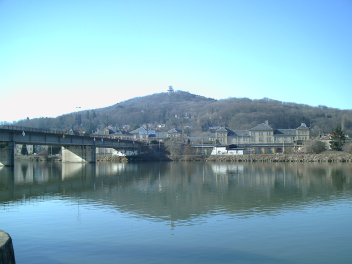
Vue vers le Mont-Saint-Quentin et le pont de Verdun.

La qualité des eaux des principaux cours d’eau de la commune, notamment du bras mort aval de la Moselle, de la Moselle et de la Moselle canalisée, peut être consultée sur un site dédié géré par les agences de l’eau et l’Agence française pour la biodiversité.

### Climat
Pour des articles plus généraux, voir Climat du Grand Est et Climat de la Moselle.
En 2010, le climat de la commune est de type climat océanique dégradé des plaines du Centre et du Nord, selon une étude du Centre national de la recherche scientifique s'appuyant sur une série de données couvrant la période 1971-2000. En 2020, Météo-France publie une typologie des climats de la France métropolitaine dans laquelle la commune est exposée à un climat semi-continental et est dans la région climatique  Lorraine, plateau de Langres, Morvan, caractérisée par un hiver rude (1,5 °C), des vents modérés et des brouillards fréquents en automne et hiver. 
Pour la période 1971-2000, la température annuelle moyenne est de 9,7 °C, avec une amplitude thermique annuelle de 16,4 °C. Le cumul annuel moyen de précipitations est de 735 mm, avec 12,4 jours de précipitations en janvier et 9,2 jours en juillet. Pour la période 1991-2020, la température moyenne annuelle observée sur la station météorologique de Météo-France la plus proche, « Metz-Frescaty », sur la commune d'Augny à 6 km à vol d'oiseau, est de 11,1 °C et le cumul annuel moyen de précipitations est de 713,5 mm. 
La température maximale relevée sur cette station est de 39,7 °C, atteinte le 25 juillet 2019 ; la température minimale est de −23,2 °C, atteinte le 17 février 1956,,. 
Les paramètres climatiques de la commune ont été estimés pour le milieu du siècle (2041-2070) selon différents scénarios d'émission de gaz à effet de serre à partir des nouvelles projections climatiques de référence DRIAS-2020. Ils sont consultables sur un site dédié publié par Météo-France en novembre 2022.

## Urbanisme

### Typologie
Au 1er janvier 2024, Longeville-lès-Metz est catégorisée grand centre urbain, selon la nouvelle grille communale de densité à sept niveaux définie par l'Insee en 2022.
Elle appartient à l'unité urbaine de Metz, une agglomération intra-départementale regroupant 42  communes, dont elle est une commune de la banlieue,,. Par ailleurs la commune fait partie de l'aire d'attraction de Metz, dont elle est une commune du pôle principal,. Cette aire, qui regroupe 245 communes, est catégorisée dans les aires de 200 000 à moins de 700 000 habitants,.

### Occupation des sols
L'occupation des sols de la commune, telle qu'elle ressort de la base de données européenne d’occupation biophysique des sols Corine Land Cover (CLC), est marquée par l'importance des territoires artificialisés (62,8 % en 2018), en augmentation par rapport à 1990 (57,7 %). La répartition détaillée en 2018 est la suivante : 
zones urbanisées (43,4 %), espaces verts artificialisés, non agricoles (19,4 %), zones agricoles hétérogènes (14,5 %), cultures permanentes (13,2 %), eaux continentales (6,5 %), forêts (3 %). L'évolution de l’occupation des sols de la commune et de ses infrastructures peut être observée sur les différentes représentations cartographiques du territoire : la carte de Cassini (XVIIIe siècle), la carte d'état-major (1820-1866) et les cartes ou photos aériennes de l'IGN pour la période actuelle (1950 à aujourd'hui).

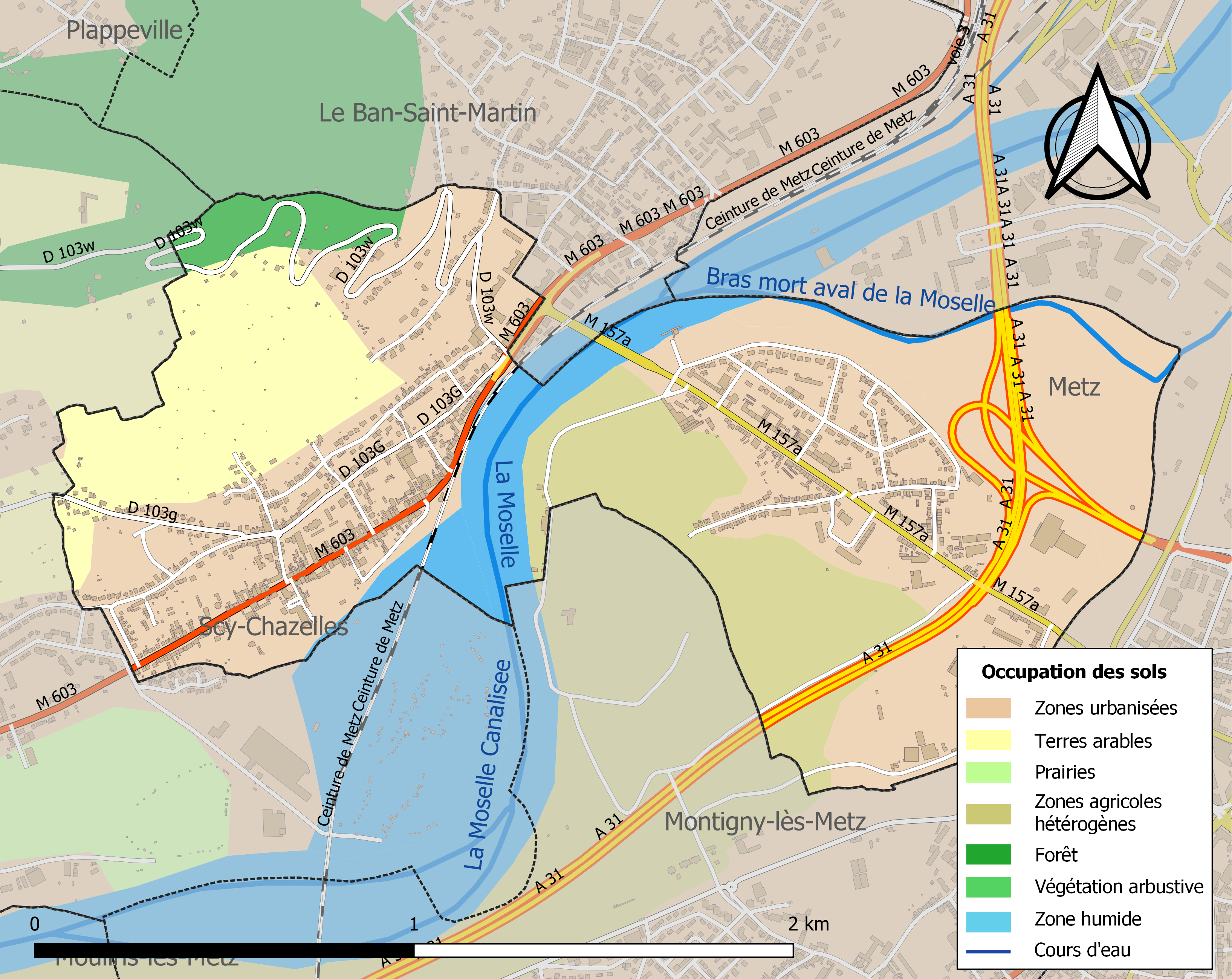
Carte des infrastructures et de l'occupation des sols de la commune en 2018 (CLC).

### Morphologie urbaine
La commune est divisée en deux quartiers de taille voisine : l’Île Saint-Symphorien et Longeville-Centre. Le pont de Verdun, qui enjambe la Moselle, relie les quartiers entre eux. Les contours de l’île ont beaucoup évolué au cours du temps. La forme actuelle de l’île Saint-Symphorien date du XVIIIe siècle, quand deux îles séparées par un bras de la rivière ont été réunies.

### Habitat et logement
En 2018, le nombre total de logements dans la commune était de 2 371, alors qu'il était de 2 232 en 2013 et de 2 024 en 2008.
Parmi ces logements, 89,4 % étaient des résidences principales, 1,3 % des résidences secondaires et 9,3 % des logements vacants. Ces logements étaient pour 23,1 % d'entre eux des maisons individuelles et pour 76,7 % des appartements.
Le tableau ci-dessous présente la typologie des logements à Longeville-lès-Metz en 2018 en comparaison avec celle de la Moselle et de la France entière. Une caractéristique marquante du parc de logements est ainsi une proportion de résidences secondaires et logements occasionnels (1,3 %) inférieure à celle du département (2,1 %) et à celle de la France entière (9,7 %). Concernant le statut d'occupation de ces logements, 48,7 % des habitants de la commune sont propriétaires de leur logement (47 % en 2013), contre 59,8 % pour la Moselle et 57,5 % pour la France entière.
| Typologie                                               | Longeville-lès-Metz | Moselle | France entière |
| ------------------------------------------------------- | ------------------- | ------- | -------------- |
| Résidences principales (en %)                           | 89,4                | 88,7    | 82,1           |
| Résidences secondaires et logements occasionnels (en %) | 1,3                 | 2,1     | 9,7            |
| Logements vacants (en %)                                | 9,3                 | 9,2     | 8,2            |

### Voies de communication et transports

#### Axes de communication
Deux routes principales traversent la commune :
- au centre-ville, une portion de l'ancienne Nationale 3 (appelée Rue du Général de Gaulle) comprise entre Scy-Chazelles à l’ouest et le Ban Saint-Martin à l’est ;
- sur l’île Saint-Symphorien, la route métropolitaine M157a (anciennement D157a) correspond au boulevard Saint-Symphorien) relie le centre de Metz à celui de Longeville par les ponts de Verdun et Saint-Symphorien.

#### Transports en commun
Depuis le 7 octobre 2013, trois lignes de bus du réseau Le Met' desservent la commune :
- La ligne 5 passe par le centre-ville en provenance de l’ouest de l’agglomération (Jussy, Châtel-Saint-Germain) et à destination de Metz-Magny au sud. Un bus passe toutes les dix minutes en heure de pointe. Le niveau de service est comparable à celui de l'ancien réseau TCRM.
- La ligne 11 passe par l’île Saint-Symphorien en partant de Metz-Devant-les-Ponts au nord-ouest. À l'origine à destination de Metz-Borny à l'est, elle dessert Saint-Julien-lès-Metz, au nord-est, depuis le 1er septembre 2014. La fréquence de passage est d'un bus toutes les vingt minutes en heure de pointe et toutes les trente minutes en heure creuse. En comparaison avec l'ancienne ligne 4/34 qui desservait l'île et passait tous les quarts d'heure, les fréquences diminuent de 25 % à 50 %.
- La miniligne 19 relie le centre-ville à l'île. Elle est accessible à la demande uniquement.

## Toponymie

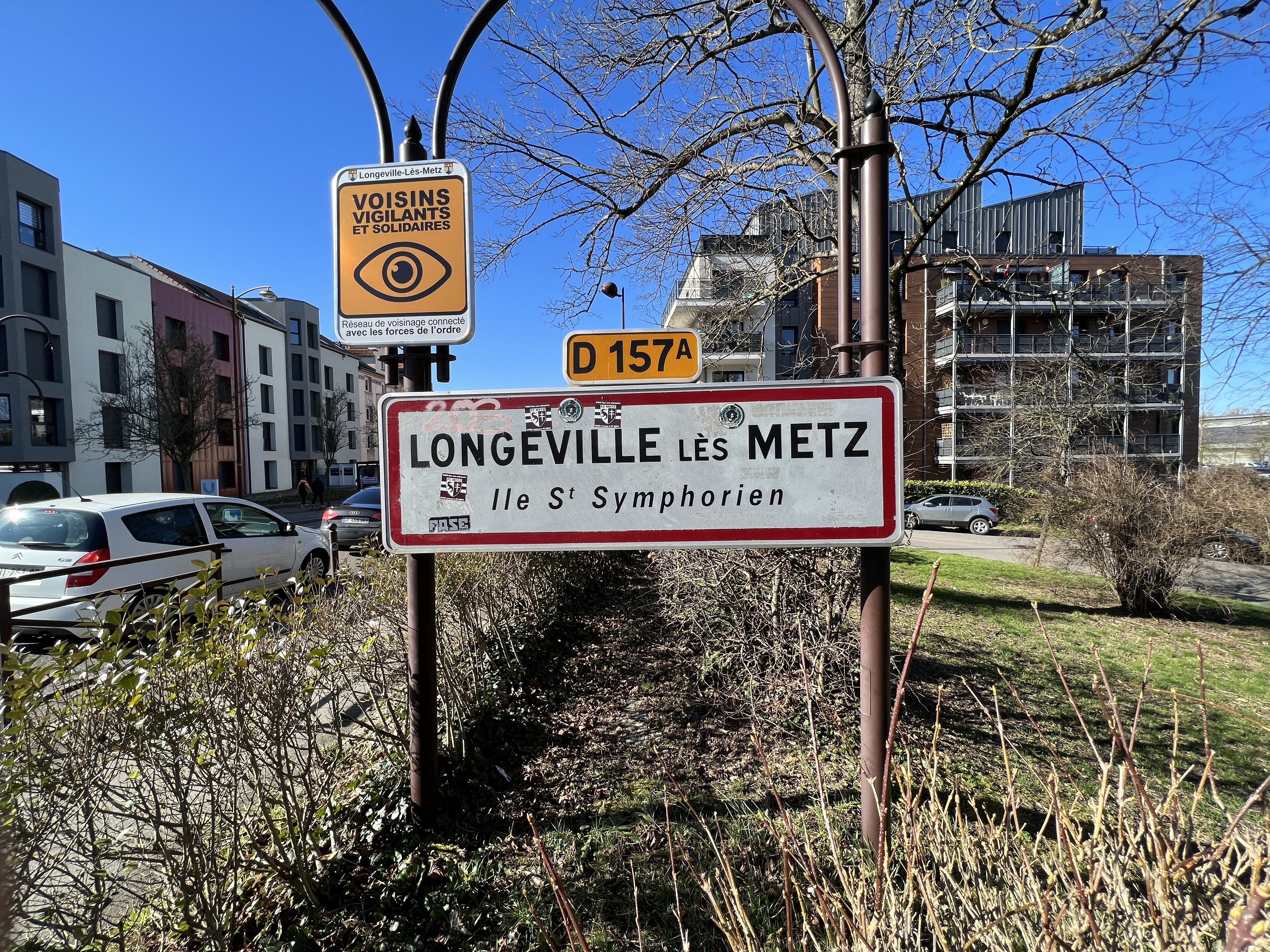
Entrée de Longeville-lès-Metz sur le boulevard Saint Symphorien.

L’étymologie du nom de la ville provient de sa situation géographique. À l’époque gallo-romaine, la ville était nommée 'Longa Villa’, la ville qui longe le mont Saint-Quentin.
On rencontre les noms de Langevilla (910), Lungeville devant Mets (XVe siècle), Longueville (XVIIe siècle), Longeville-lès-Metz (1801). En lorrain, le nom de la commune est Longevelle.

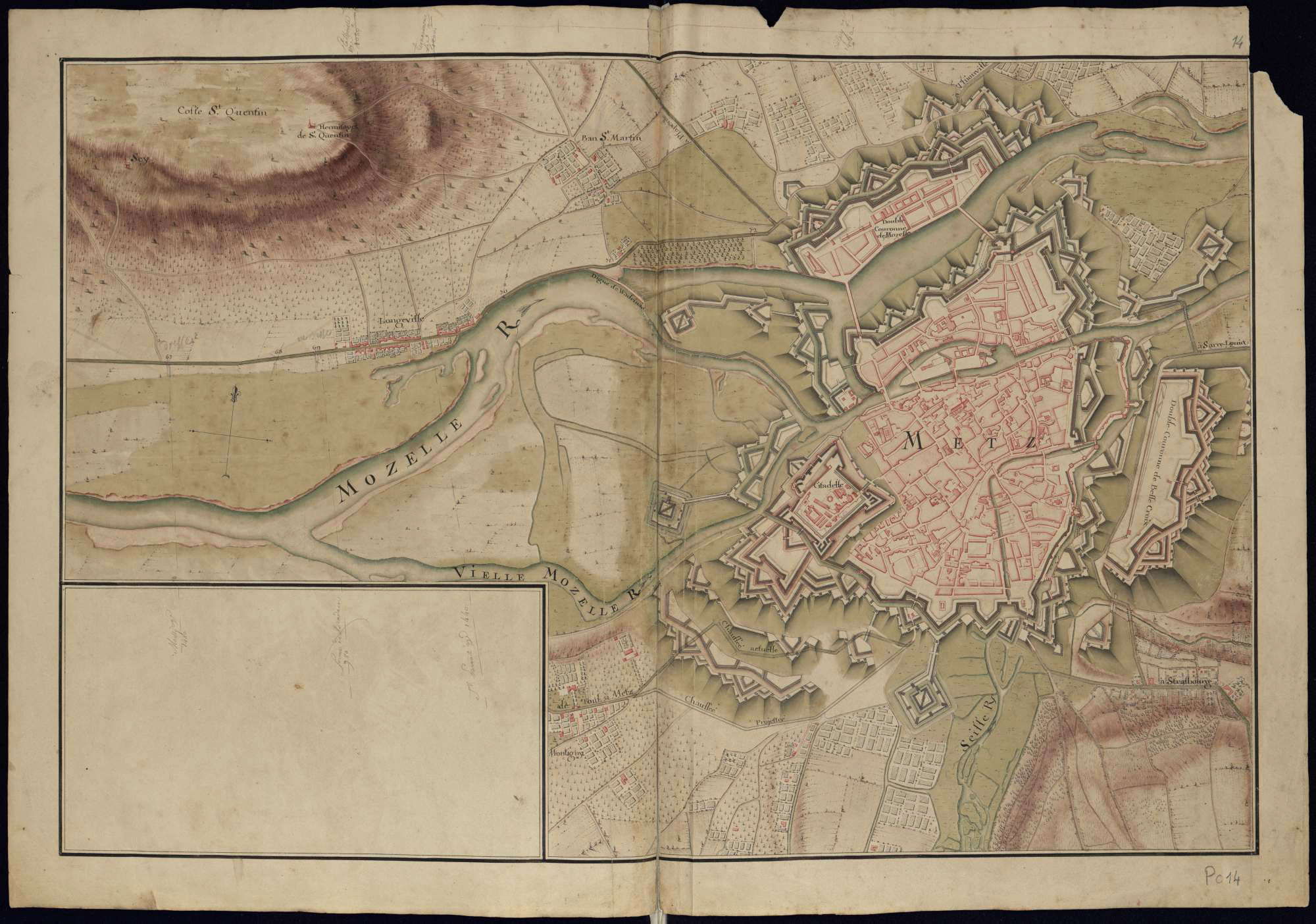
Le village de Longeville sur la planche de l'Atlas de Trudaine consacrée à Metz, XVIIIe siècle (Archives nationales).

## Histoire

### Antiquité
L’histoire de la ville remonte à l’époque gallo-romaine où Longa-Villa est traversée par une voie romaine. L’île Saint-Symphorien est une zone marécageuse et inondable. Elle complète les fortifications romaines qui la surplombent.

### Époque contemporaine
Comme les autres communes de Moselle, Longeville-lès-Metz est annexée à l’Empire allemand de 1871 à 1918 et de 1940 à 1944. Le développement de la ville prend véritablement son essor fin XIXe siècle-début XXe siècle avec la création de casernes au centre-ville et l’urbanisation progressive de l’Île Saint-Symphorien, le long du boulevard du même nom.
La construction du pont du Sauvage en 1906 (l’ancêtre du pont de Verdun) et l’assèchement des marécages de l’île lance son développement. En effet, les fréquentes crues de la Moselle, la piètre qualité des terrains et le caractère militaire de l’endroit (utilisé comme terrain d’exercice) rendaient l’endroit peu attractif. Les pâturages sont remplacés peu à peu par des habitations. Horticulteurs et pépiniéristes font leur apparition sur l’île après la mise en service du pont. Les pépinières disparaissent en 2010, mais laissent toujours leurs traces dans le nom de plusieurs rues de la commune (rue des Pépinières, rue de l’Horticulture).

Longeville-lès-Metz au tout début du XXe siècle
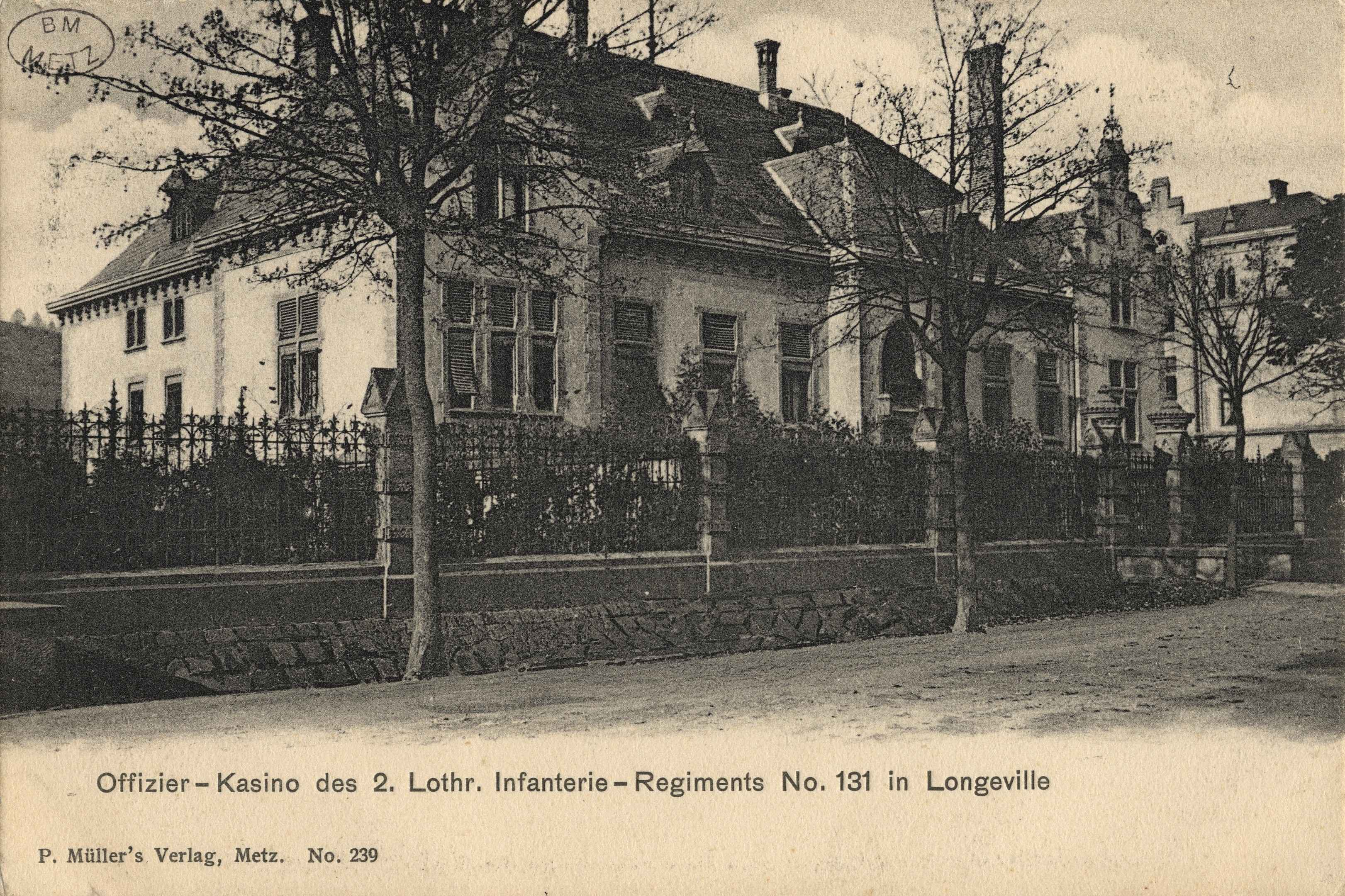
Quartier des officiers du 131e régiment d'infanterie, 2e lorrain

Lors de la seconde annexion, le 1er octobre 1940, la commune de Longeville-lès-Metz, rebaptisée « Langenheim » intègre le district urbain de Metz ou « Stadtkreis Metz ». Le pont du Sauvage est détruit par les Allemands le 18 novembre 1944, pendant la libération de Metz. Il est remplacé peu après par un ouvrage provisoire de construction américaine. Malgré la combativité des troupes allemandes de la 462e Volks-Grenadier-Division de l'armée de Knobelsdorff, Longeville-lès-Metz est libérée par la 5e DI de l'armée Patton le 21 novembre 1944, à la fin de la bataille de Metz.
Les travaux de canalisation de la Moselle qui débutent à la fin des années 1950 et se terminent en 1964 rendent nécessaire le remplacement du pont provisoire. Le pont de Verdun est mis en construction en 1965 et inauguré le 12 septembre 1967. La canalisation de la Moselle limite alors l’impact des inondations et facilite le développement de l’île.

## Politique et administration

### Rattachements administratifs et électoraux

#### Rattachements administratifs
La commune se trouvait jusqu'en 2015 dans l'arrondissement de Metz-Campagne du département de la Moselle.  Depuis lors, il fait partie de l'arrondissement de Metz.
Elle faisait partie de 1801 à 1873 du canton de Metz-1, année à laquelle la commune intègre le canton de Metz-Campagne. En 1967, Longeville rejoint le canton de Woippy. Dans le cadre du redécoupage cantonal de 2014 en France, cette circonscription administrative territoriale a disparu, et le canton n'est plus qu'une circonscription électorale.

#### Rattachements électoraux
Pour les élections départementales, la commune fait partie depuis 2014 du canton  de Montigny-lès-Metz
Pour l'élection des députés, elle fait partie de la première circonscription de la Moselle.

### Intercommunalité
Longeville-lès-Metz est membre de la métropole (intercommunalité française) dénommée Metz Métropole (dite Eurométropole de Metz) , un établissement public de coopération intercommunale (EPCI) à fiscalité propre créé en 2018 auquel la commune avait transféré un certain nombre de ses compétences, dans les conditions déterminées par le code général des collectivités territoriales.
Cette métropole a été constituée par transformation de l'ancienne communauté d'agglomération éponyme (ou CA2M) constituée en 2002 et dont la ville était déjà membre.

### Tendances politiques et résultats
Lors du premier tour de l'élections municipales de 2014 en Moselle, la liste DVD menée par le maire sortant Alain Chapelain obtient la majorité absolue des suffrages exprimés, avec 1 025 voix (60,08 %, 22 conseillers municipaux élus dont 1 communautaire), devançant très largement celle SE menée par Fabrice Perrot, qui a recueilli 681 voix (39,91 %, 5 conseillers municipaux élus). 
Lors de ce scrutin, 39,00 % des électeurs se sont abstenus.	
Lors du premier tour des élections municipales de 2020 en Moselle, la liste DVD menée par Manuel Brocart obtient la majorité absolue des suffrages exprimés, avec 583 voix (57,38 %, 22 conseillers municipaux dont 1 métropolitain), devançant largement celle également DVD menée par Thierry Weizman — où figure en dernière position le maire sortant,  Alain Chapelain — qui a recueilli 433 voix (42,62 %, 5 conseillers municipaux élus). Lors de ce scrutin marqué par la pandémie de Covid-19 en France, 63,95 % des électeurs se sont abstenus.

### Liste des maires
| Période                                  | Période                        | Identité                   | Étiquette    | Qualité |
| ---------------------------------------- | ------------------------------ | -------------------------- | ------------ | --- |
| Les données manquantes sont à compléter. |                                |                            |              | |
|                                          |                                |                            |              | |
|                                          |                                | Pierre-François Hennocque, | Bonapartiste | Colonel Conseiller général d'Ars-sur-Moselle (1852 → 1870) Député de la Moselle (1852 → 1869) Commandeur de la Légion d'honneur         |
|                                          |                                |                            |              | |
| Maire en 1953                            | 1955                           | Alphonse Bolzinger         |              | Démissionnaire |
| 1955                                     | août 1987                      | Robert Henry               |              | Employé de bureau, syndicaliste puis directeur de la CAF de Metz Vice-président du District de l’agglomération messine Mort en fonction |
| septembre 1987                           | mars 1989                      | Henri Château              | DVD          | |
| mars 1989                                | mars 2001                      | Pierre Rodesch             | DVD          | |
| mars 2001                                | mai 2020                       | Alain Chapelain            | DVD          | Expert automobile retraité, maire honoraire (2021) Vice-président de Metz Métropole                                                     |
| mai 2020                                 | juillet 2022                   | Manuel Brocart,            | DVD          | Expert qualité dans l'automobile Conseiller délégué de l'Eurométropole de Metz Démissionnaire                                           |
| août 2022                                | En cours (au 16 décembre 2022) | Delphine Firtion           | DVD          | Assistante juridique |

## Équipements et services publics

### Équipements sportifs
La ville accueille deux installations sportives situées sur l’île Saint-Symphorien à proximité du centre-ville et de Metz: 
- le complexe sportif Saint-Symphorien qui correspond à l’ancien Palais des sports de Metz, détruit la nuit du 6 au 7 mars 1999 par un incendie criminel[32]. Le complexe est la propriété de la ville de Metz ;
- le stade Saint-Symphorien où évolue le FC Metz. Les architectes de la tribune Nord inaugurée en 1987 sont Jean-Luc Gibert et Gérard Hypolite, ceux des tribunes Ouest et Est inaugurées en 1999 et 2001 sont Patrick Triacca et Roland Carta[33]. La tribune Sud est due au cabinet Fiebiger[34].   Ce stade a appartenu à la ville de Metz jusque sa revente au FC Metz en mars 2018 via la signature d'un bail emphytéotique de 50 ans[35].

Le stade Saint Symphorien
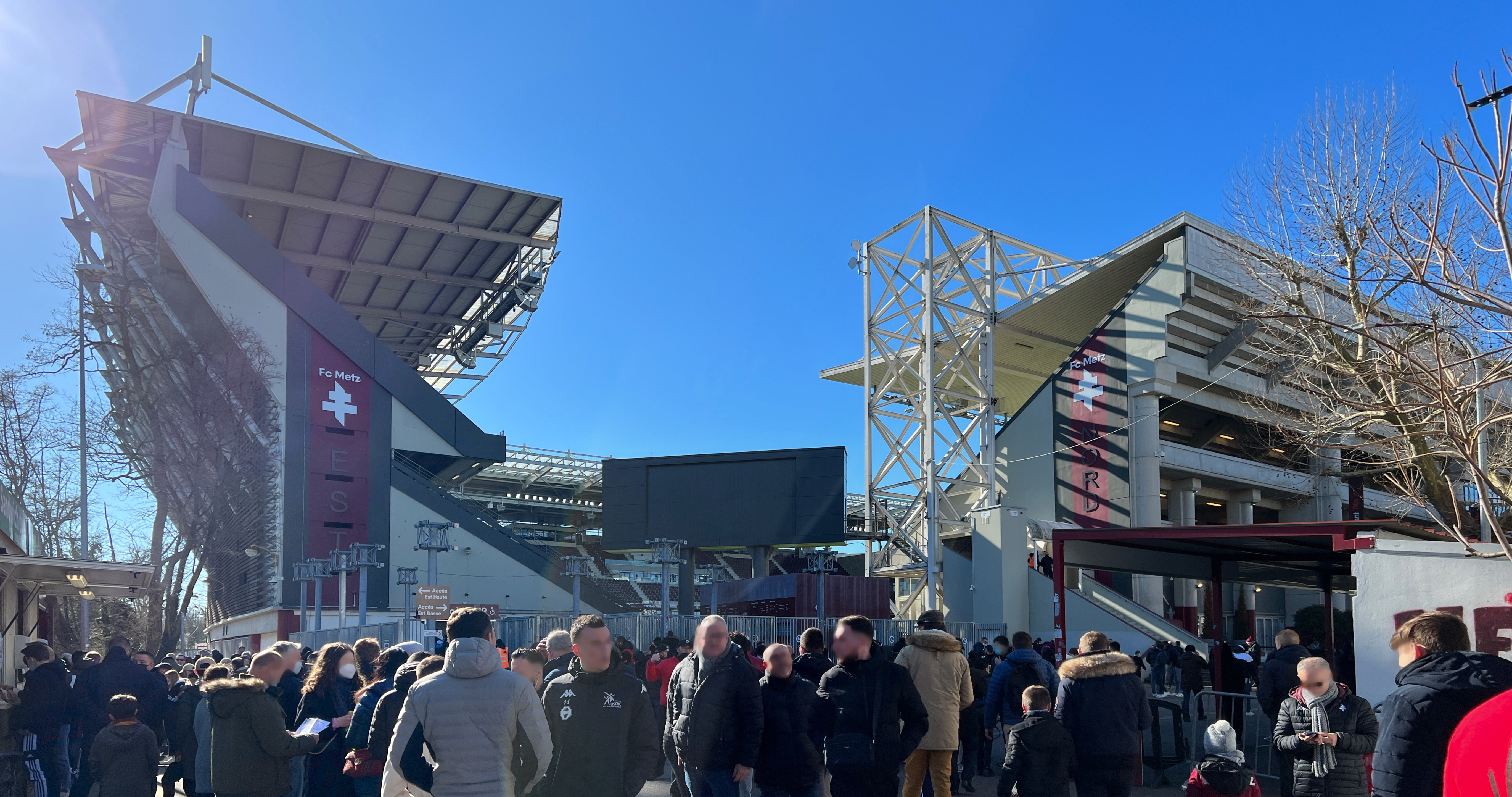
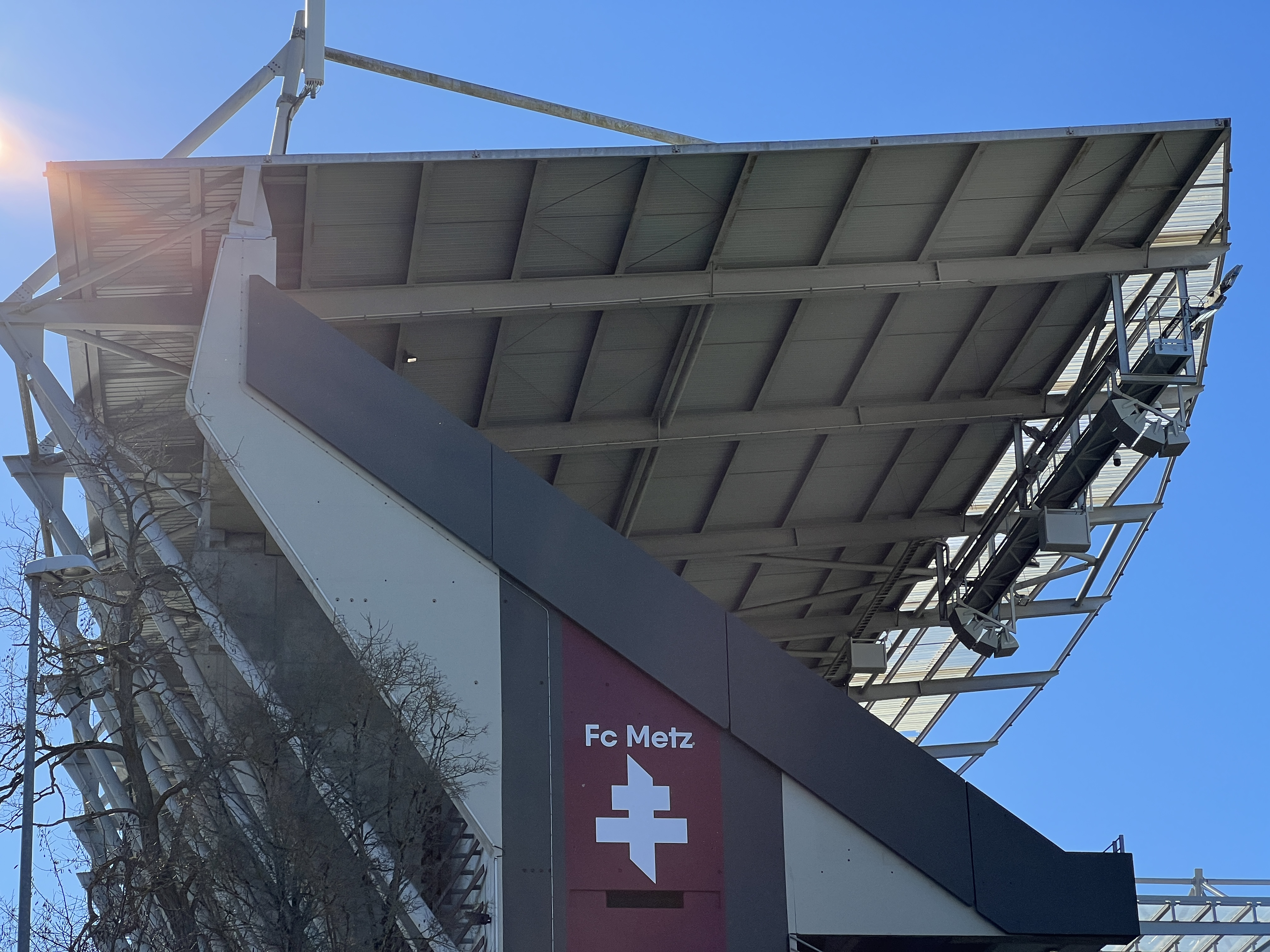
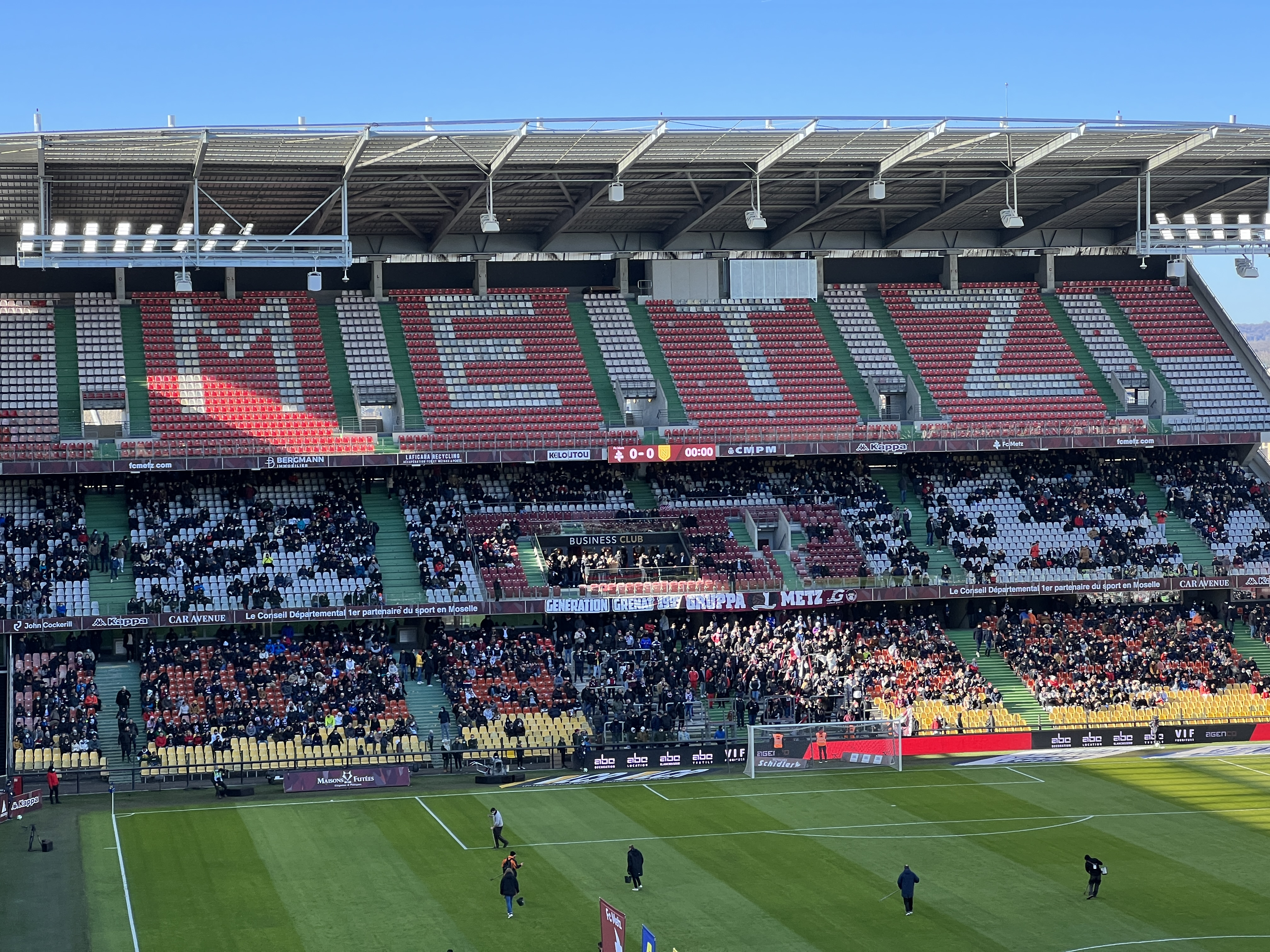

## Population et société

### Démographie
L'évolution du nombre d'habitants est connue à travers les recensements de la population effectués dans la commune depuis 1793. Pour les communes de moins de 10 000 habitants, une enquête de recensement portant sur toute la population est réalisée tous les cinq ans, les populations de référence des années intermédiaires étant quant à elles estimées par interpolation ou extrapolation. Pour la commune, le premier recensement exhaustif entrant dans le cadre du nouveau dispositif a été réalisé en 2004.

En 2022, la commune comptait 4 017 habitants, en évolution de −1,25 % par rapport à 2016 (Moselle : +0,52 %, France hors Mayotte : +2,11 %).
| 1793 | 1800 | 1806 | 1821 | 1836 | 1841 | 1861 | 1866 | 1871 |
| ---- | ---- | ---- | ---- | ---- | ---- | ---- | ---- | ---- |
| 477  | 508  | 442  | 524  | 751  | 657  | 652  | 704  | 751  |

| 1875 | 1880 | 1885 | 1890 | 1895  | 1900  | 1905  | 1910  | 1921  |
| ---- | ---- | ---- | ---- | ----- | ----- | ----- | ----- | ----- |
| 604  | 723  | 767  | 779  | 1 547 | 1 921 | 2 206 | 1 507 | 1 380 |

| 1926  | 1931  | 1936  | 1946  | 1954  | 1962  | 1968  | 1975  | 1982  |
| ----- | ----- | ----- | ----- | ----- | ----- | ----- | ----- | ----- |
| 1 972 | 2 162 | 3 174 | 2 910 | 4 505 | 4 058 | 4 379 | 4 136 | 4 078 |

| 1990  | 1999  | 2004  | 2006  | 2009  | 2014  | 2019  | 2022  | - |
| ----- | ----- | ----- | ----- | ----- | ----- | ----- | ----- | - |
| 4 134 | 4 012 | 3 971 | 3 834 | 3 850 | 4 092 | 3 955 | 4 017 | - |

### Sports et loisirs
La majeure partie du plan d’eau de Metz, où les Messins aiment se retrouver les week-ends ensoleillés, est située sur le ban de la commune.

## Culture locale et patrimoine

### Lieux et monuments
- le plan d’eau Saint-Symphorien (ou du Saulcy) ;
- la tour Bismarck, sur la pente du mont Saint-Quentin. C’est la seule, parmi les très nombreuses tours Bismarck érigées dans l’empire allemand, qui soit située en France. À l’origine, sa silhouette altière, bien visible depuis Metz, dominait la vallée de la Moselle. Aujourd’hui, noyée dans la forêt, elle est régulièrement victime d’actes de vandalisme ;
- demeure où Napoléon III a séjourné.

Longeville-lès-Metz compte trois lieux de culte :
- l’église Saint-Quentin, à Longeville-Centre, de style néo-gothique 1867 ;
- l’église Saint-Symphorien, 1 rue des Pépinières sur l’île Saint-Symphorien, architectes Félix Madeline et Yves Rolland ; commencée en 1955 ; inaugurée le 14 avril 1957 par Mgr Louis, vicaire général ; Pierre Koppe, des ateliers Simminger, a exécuté les vitraux[39] ;
- le temple protestant réformé, rue du Général-de-Gaulle à Longeville-Centre, construit entre 1907 et 1908.

Plusieurs édifices témoignent du passé militaires de la ville :
- la caserne Roques, élevée par les Allemands fin XIXe siècle pendant l’annexion, au pied du mont Saint-Quentin et bordant la Moselle. Cette caserne est transformée en cité universitaire à la fin des années 1970. Elle se nomme désormais Résidence Saint-Quentin ;
- le groupe fortifié du Saint-Quentin, construit sur les flancs du mont. Les premiers bâtiments sont une initiative de Napoléon III. Les ouvrages sont achevés par les Allemands. Un grand projet de mise en valeur du secteur est en cours. Il ne devrait pas voir le jour avant le début des années 2020. Les acquisitions foncières par la communauté d’agglomération de Metz Métropole ont commencé début 2008. Les premiers travaux de dépollution et de débroussaillage du site ont été lancés en décembre de cette année. Le fort de Plappeville est également concerné[40] ;
- le château construit au XVIIe siècle, démoli en 1970. Une salle des fêtes l’a remplacé depuis ;
- l’ancien donjon des Gournay, des XIIe siècle-XVIe siècle, situé 78-80 rue du Général-de-Gaulle, est inscrit au titre des monuments historiques par arrêté du 6 décembre 1989[41].

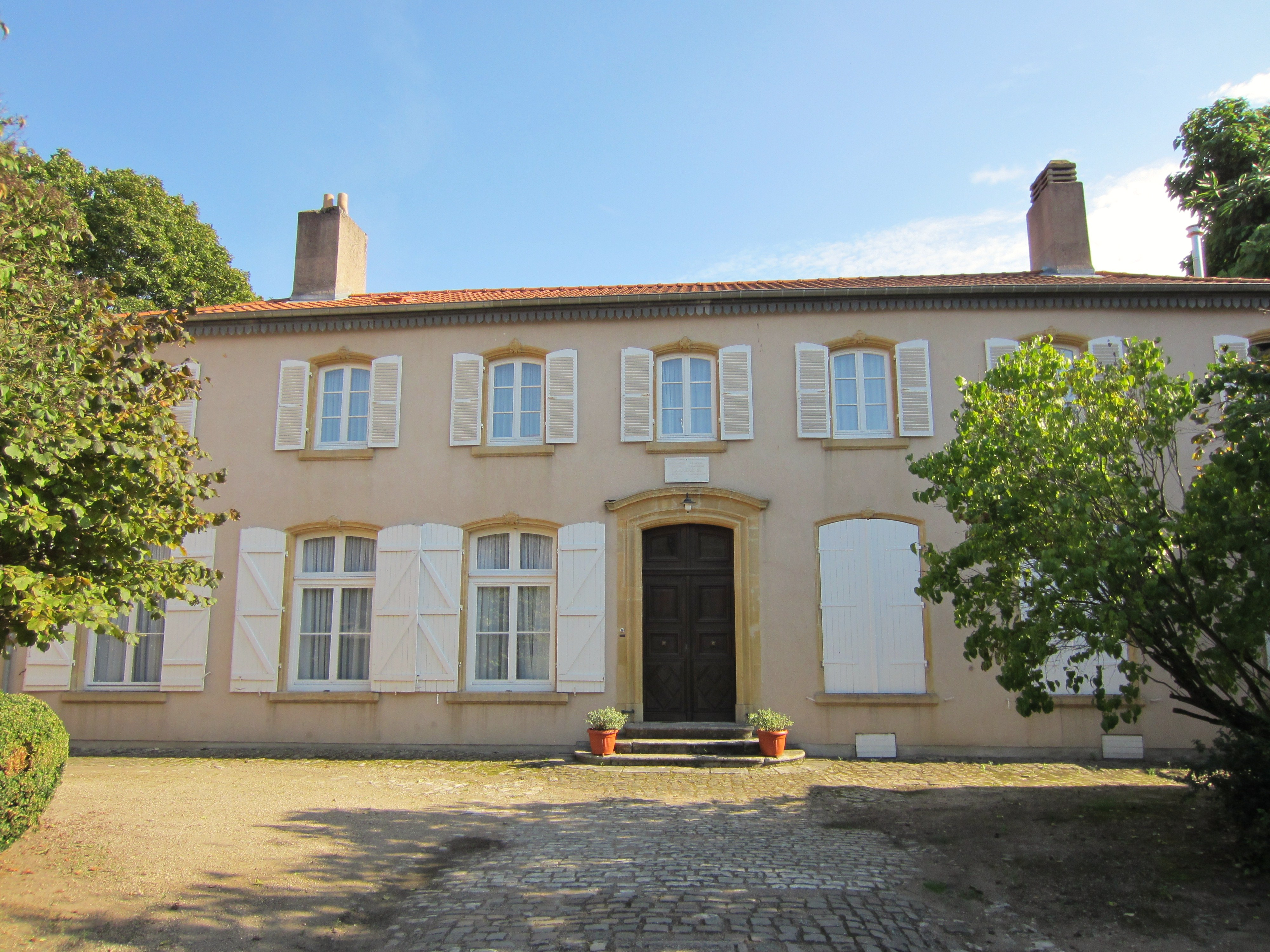
Demeure où Napoléon III a séjourné
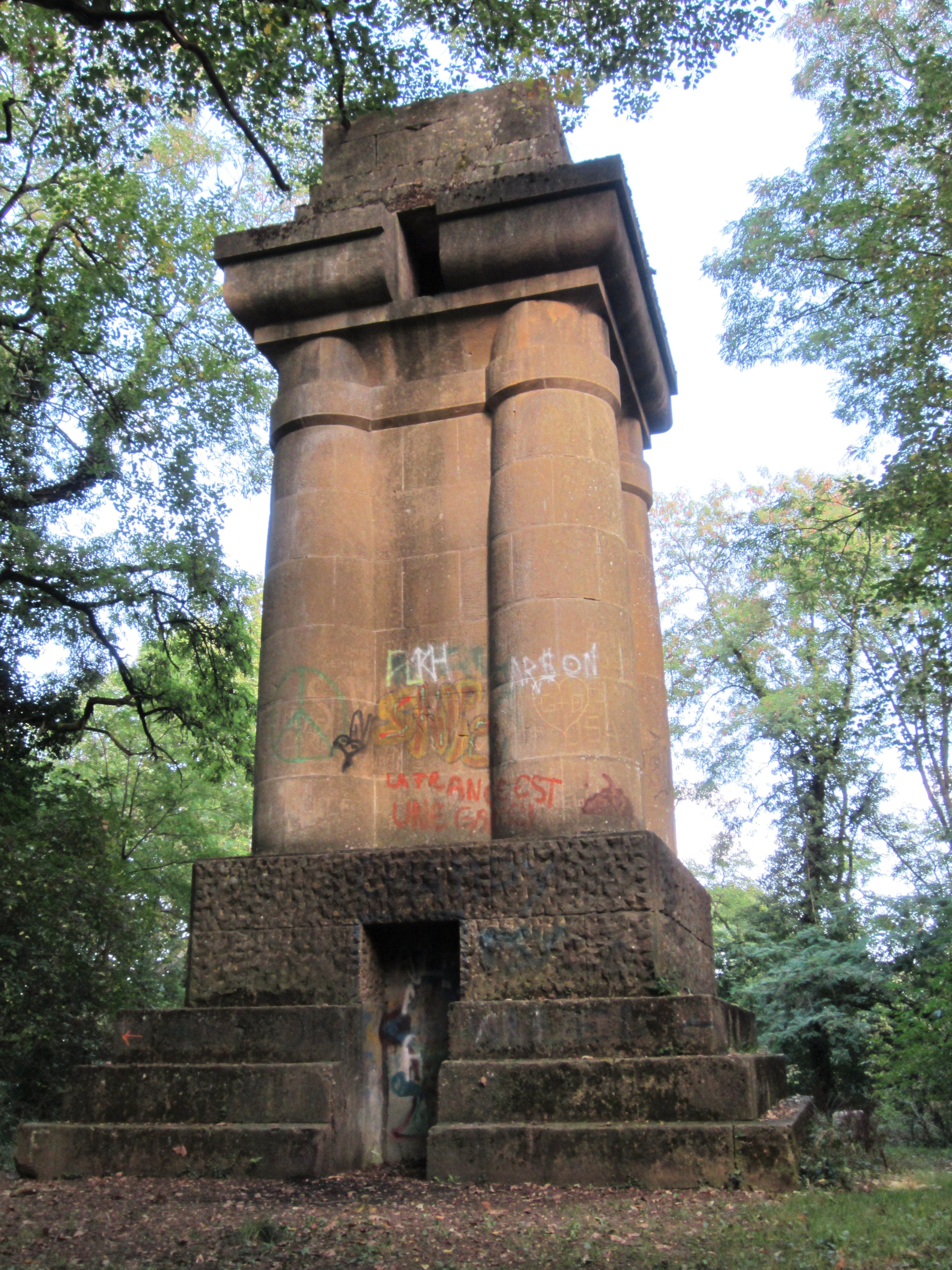
La tour Bismarck.
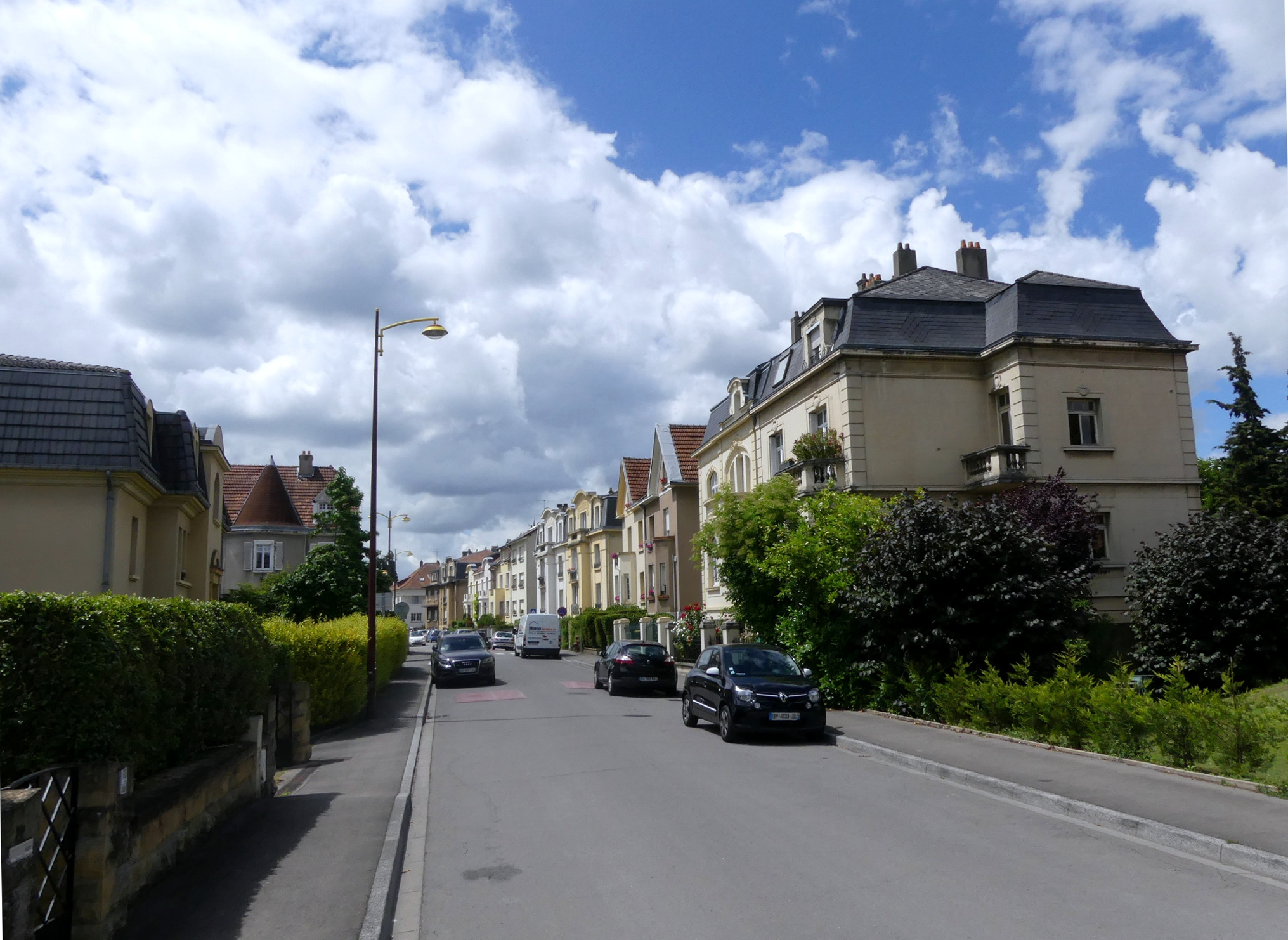
La rue de l'horticulture.
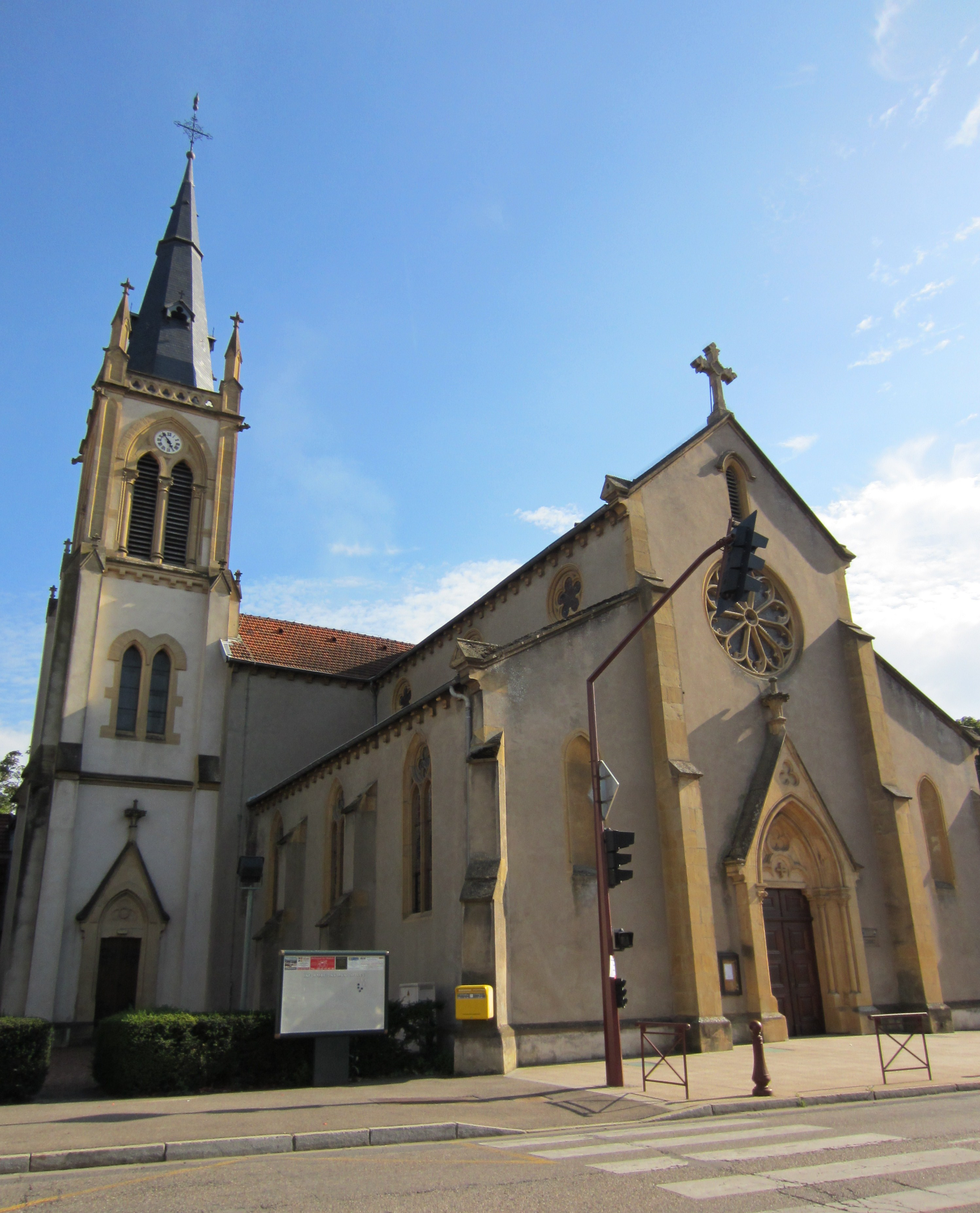
Église Saint-Quentin.
Église Saint-Symphorien.
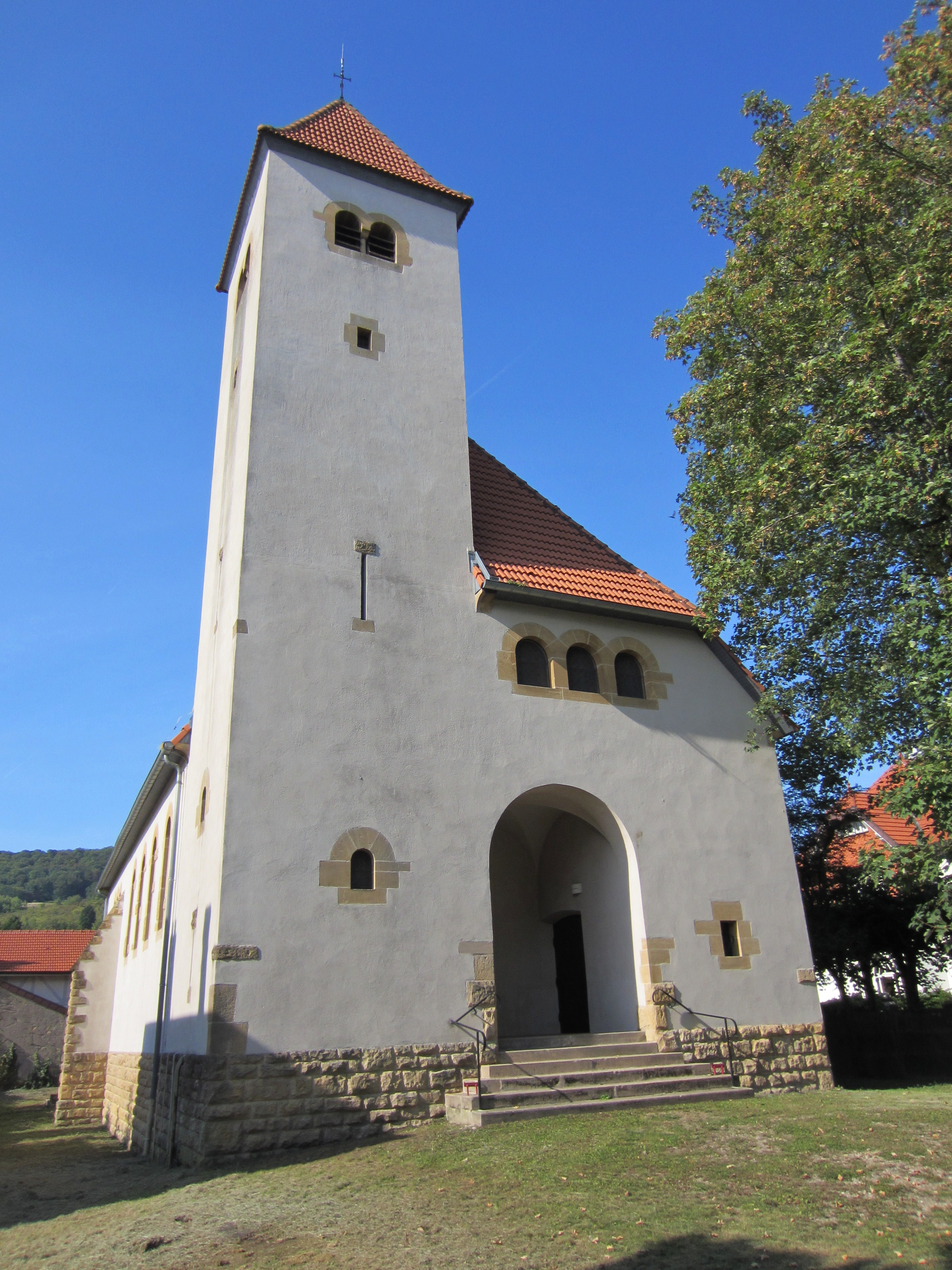
Temple protestant réformé.

### Personnalités liées à la commune
- Jean-François Clervoy, spationaute français, né en 1958 à Longeville-lès-Metz ;
- Patrick Clervoy, son frère jumeau, médecin psychiatre français, né en 1958 à Longeville-lès-Metz ;
- René Fuchs (1928-1982), footballeur  et entraîneur français de 1949 à 1963, né à Longeville-lès-Metz ;
- Olivier Krumbholz, handballeur international français reconverti entraîneur de l’équipe de France féminine de handball, né en 1958 à Longeville-lès-Metz ;
- Auguste Migette, (1802-1884), peintre et dessinateur français né à Trèves, a vécu à Longeville-lès-Metz ;
- Ludovic Obraniak, footballeur international franco-polonais reconverti entraîneur, né en 1984  à Longeville-lès-Metz.

### Héraldique
| Blason de Longeville-lès-Metz | Blason  | D'argent à la tour de sable, ouverte et maçonnée du champ, posée sur un mont de neuf coupeaux de sinople, mouvant d'une rivière d'azur; au chef de gueules chargé de trois besants d'or, le premier surchargé d'une croisette pattée en ombre de sable. |
| Blason de Longeville-lès-Metz | Détails | Le statut officiel du blason reste à déterminer. |

## Pour approfondir